# Menhir Danthine
Der Menhir Danthine (auch „Longue Pierre“ oder „Wéris Menhir“ genannt) steht an der Straße von Barvaux nach Erezée (N841) etwa einen Kilometer westlich des Dorfes Wéris in Durbuy in der Provinz Luxemburg in Belgien. Der Menhir wurde nach der Archäologin Hélène Danthine (1910–1992) benannt, die ihn 1948 an der Straße aufstellen ließ.
Er wurde etwa 300 Meter entfernt auf dem Feld gefunden. Die Angaben, ob er vergraben war wie andere Menhire bei Wéris oder auf dem Feld lag, gehen auseinander.
Der Menhir aus Puddingstein ist etwa 3,6 Meter hoch und soll rund acht Tonnen wiegen. Das Konglomerat steht in etwa zwei Kilometern Entfernung an.
Der Menhir wird dem Champ de la Longue Pierre zugeschrieben, wo es zwei andere Menhire gab.